# Явапай (язык)
Явапай (Yavapai) — диалект языка хавасупай-валапай-явапай, на котором говорит народ явапаи, который проживает в центральной и западной частях штата Аризона в США. Имеет 4 диалекта: випукпая, квевкепая, толкепая и явепе. Были опубликованы лингвистические исследования диалектов квевкепая (южный), толкепая (западный), випукепа (долина Верде) и явепе (Прескотт) (Митхун 1999:578).